# ماري دي ميشيل
ماري دي ميشيل (بالإنجليزية: Mary di Michele)‏ (1949، لانتشانو في إيطاليا)؛ كاتِبة، شاعرة وروائية كندية.